# 細川幸一
細川 幸一（ほそかわ こういち、1961年 - ）は、日本の法学者。日本女子大学名誉教授。専門は消費者法、消費者教育、CSR、国連グローバル・コンパクト等。学位は、博士（法学）（一橋大学・課程博士・2002年）（学位論文「規制緩和後の消費者行政の新たな役割に関する研究〜コンプライアンス監視のための行政と私人の機能分担の視点から」）。日本女子大学家政学部消費生活研究室教授。内閣府消費者委員会委員等を務めた。2021年に消費者保護活動の功績により内閣総理大臣表彰。2024年3月に同大を退職。

## 来歴
東京都杉並区出身。国立東京工業高等専門学校機械工学科を卒業後、国民生活センターに入所し、技術系職員として国民生活センター勤務の傍ら法学を学び、中央大学法学部卒業、早稲田大学大学院法学研究科修士課程修了。2002年一橋大学大学院法学研究科博士課程修了、学位論文「規制緩和後の消費者行政の新たな役割に関する研究〜コンプライアンス監視のための行政と私人の機能分担の視点から」で、一橋大学より博士（法学）の学位を取得。中央大学・滝田賢治、早稲田大学・宮坂富之助、一橋大学・松本恒雄の門下生。国民生活センター調査室長補佐、米国ワイオミング州立大学法科大学院客員研究員等を経て2004年日本女子大学家政学部消費生活研究室助教授。同准教授を経て、2010年から教授。2011年から2013年まで内閣府消費者委員会委員。2018年から横浜市消費生活審議会委員。2021年から文部科学省教科用図書検定調査審議会臨時委員。令和3年度消費者支援功労者内閣総理大臣表彰受賞。
この間、経済産業省新たな製品安全行政体系研究会委員、金融庁アジアの資本市場育成と消費者保護制度に関する研究会委員、消費者庁消費者教育推進会議委員、サービス産業生産性協議会CSフォーラム推進委員会委員、埼玉県消費生活審議会会長代行、東京都消費生活対策審議会委員、法政大学現代法研究所国連グローバルコンパクト研究センター客員研究員、麗澤大学企業倫理研究センター客員研究員、日本消費者教育学会関東支部長、PL研究学会法律体系研究部会長、日本エシカル推進協議会理事等も務める。

## 人物
- 専門は消費者法[14]、企業倫理（CSR）、消費者教育、法学教育。
- 理工学分野と法学分野双方に知見を持つ。
- お茶の水女子大学生活科学部、東京家政大学家政学部等で兼任講師。
- 近年は消費者市民教育分野における倫理的消費(SDGs、アニマルウェルフェア等)、企業倫理（CSR、ESG投資、国連GC)、公共料金問題などを論述[15]。韓国の消費者法にも詳しい[16]
- 歌舞伎愛好家でもあり[17]、舞台芸術の論評等もある[18][19][20][21]

## 主要著書
- 『長見萬里野さんに聞く 日本の消費者運動史』(ネット公開[22]・2022年)
- 『大学生が知っておきたい消費生活と法律』(慶應義塾大学出版会・2018年）
- 『清水鳩子さんに聞く 日本の消費者運動史』(ネット公開[23]・2018年）
- 『大学生が知っておきたい生活のなかの法律』(慶應義塾大学出版会・2016年）
- 『新しい消費者教育　これからの消費生活を考える』(編著・慶應義塾大学出版会・2016年）
- 『消費者六法』（編集委員・民事法研究会・毎年）
- 『キーワード式消費者法事典』(共著・民事法研究会・2006年、第2版：2015年）
- 『18歳から考える消費者と法』(坂東俊矢との共著・法律文化社・2010年、第2版：2014年）
- 『消費者運動に科学を　高田ユリの足あと』(編集委員・ドメス出版・2009年）
- 法政大学現代法研究所叢書29『グローバル・コンパクトの新展開』(共著・法政大学出版局・2008年）
- 『消費者政策学』（成文堂・2007年）
- 消費経済学体系3『消費者問題』(共著・慶應義塾大学出版会・2005年）
- 『消費者問題と消費者保護』（共著・成文堂・2004年）
- 『消費者問題と消費者政策』（共著・成文堂・2003年）
- 『消費者教育事典』（共著・加藤一郎/宇野政雄 監修・有斐閣・1998年）